# Tom Sauer
Tom Sauer (1969) is een Belgisch politiek wetenschapper en expert met betrekking tot internationale politiek. 

## Biografie
Sauer studeerde politieke wetenschappen tussen 1987 en 1991 aan de Universiteit Namen en de Katholieke Universiteit Leuven. Hij studeerde later ook aan de Universiteit van Hull en universiteit van Bologna. Hij was tussen 1997 en 1999 onderzoeker aan de Harvard University en doctoreerde tot 2001 aan de Katholieke Universiteit Leuven. Sinds 2005 is hij hoogleraar internationale politiek aan de universiteit van Antwerpen.
Hij schrijft voor verschillende media, waaronder De Standaard, De Morgen en Deredactie.be.
Daarnaast was hij in 2009 ambassadeur voor de vrede van Pax Christi.
Hij is auteur van De strijd voor vrede (2017).

## Opinies
Sauer pleit voor een kernwapenvrije wereld en noemt dit een "haalbare politieke doelstelling". Verder heeft hij ook bedenkingen bij het afschrikkingseffect van kernwapens.
Volgens Sauer is het voortbestaan van de NAVO "een aberratie in de internationale politiek" omdat de NAVO na de Koude Oorlog had moeten worden afgeschaft. Hij vindt dat artikel 5 van de NAVO (waarin elke lidstaat verplicht wordt om andere lidstaten hulp te bieden indien die wordt aangevallen) geschrapt moet worden. Hij pleit voor één regionale collectieve veiligheidsorganisatie waar zowel Rusland als de andere Europese landen lid van zijn, maar dan zonder artikel 5.
Anno 2021 pleitte hij ervoor dat als men het toenmalige conflict tussen Rusland en Oekraïne wilde de-escaleren, men opnieuw rekening moet houden met de rechtmatige belangen van Rusland. Vanuit het zogenaamde realistische paradigma in de internationale betrekkingen wordt gesteld dat bij het bepalen van buitenlands beleid de belangen van grootmachten zwaarder kunnen doorwegen dan die van kleinere staten. Vanuit humanitair oogpunt is dat volgens Sauer een ramp voor de Oekraïners en Georgiërs, maar vanuit geostrategisch oogpunt is dit verkiesbaar. Het onderliggende idee is dat een normalisatie van de betrekkingen met Rusland op termijn ook de relaties met deze kleinere staten ten goede zal komen.
Sauer pleit ervoor dat Oekraïne een bufferstaat wordt. In januari 2022 argumenteerde hij dat het land er dan volgens hem economisch op zou vooruitgaan en dat garanties door zowel Rusland als de NAVO ervoor zouden zorgen dat Oekraïne zich veel veiliger zou voelen.
Net na de Russische invasie van Oekraïne in februari 2022 vond Sauer dat men Rusland de oorlog met Oekraïne beter zou laten winnen of in ieder geval niet laten verliezen omdat een Russische nederlaag voor nog meer onheil kan zorgen. Volgens hem is de wereldpolitiek "nu eenmaal niet fair".
Volgens Sauer is het idee dat Rusland de Baltische Staten of Polen zou aanvallen "te gek voor woorden", omdat deze landen lid zijn van de NAVO.

## Kritiek
Volgens Yf Reykers, docent internationale betrekkingen aan de Universiteit Maastricht, negeert Tom Sauer enkele basisprincipes van het internationaal recht en bouwt hij voort op twijfelachtige assumpties over de intenties van Vladimir Poetin. Volgens Reykers suggereert Sauer dat Oekraïne het beste afstand doet van de geannexeerde gebieden en zich best als bufferstaat kan opstellen om de vrede te bewaren. Volgens Reykers miskent Sauer hiermee het zelfbeschikkingsrecht van Oekraïne, dat vastgelegd is in het Handvest van de Verenigde Naties. Verder gaat Sauer er volgens Reykers impliciet vanuit dat Poetin bereid is tot een onderhandelde vrede zodra westerse wapenleveringen stoppen. Volgens Reykers bouwt Sauer hiermee voort op de overtuiging dat Poetin louter defensieve intenties heeft. Nochtans vergeleek Poetin zichzelf al herhaaldelijk met tsaar Peter de Grote, ontkende Poetin het bestaansrecht van Oekraïne bij het begin van de invasie en uitte hij bedreigingen aan het adres van de Baltische staten of Finland. Ten slotte weerspreekt Reykers ook Sauers bewering dat Rusland tussen 1991 en 2022 niet aan expansionisme gedaan heeft. Reykers noemt de oorlog in Georgië (2008) en de annexatie van de Krim (2014) duidelijke voorbeelden van Russische agressie in die periode.
- Gemeinsame Normdatei: 109730020X
- International Standard Name Identifier: 0000 0001 1766 3861
- Library of Congress Control Number: n97092182
- Nationale Bibliotheek van Letland: 000189097
- Nationale Bibliotheek van Israël: 987007457118505171
- ORCID: 0000-0003-1632-8281
- Système universitaire de documentation: 116501847
- Virtual International Authority File: 61714421